# Buddhistiska högtider
Det finns många högtider inom buddhismen. Denna artikel presenterar endast ett mindre urval av dem.
I likhet med de flesta andra religioner i världen är högtider centralt inom buddhismen. Det finns ingen gemensam högtidsalmanacka som används av alla buddhister eftersom religionen är spridd över många olika områden och indelad i olika inriktningar.
Samma högtid infaller inte alltid vid samma tidpunkt hos alla inriktningar. Något som firas i högtiderna är särskilda händelser i Buddhas liv, som hans födelse, uppvaknande och parinirvana. Alla olika inriktningar och kulturområden har sin egen högtidsalmanacka som innehåller kombinationer av Buddhas liv, till exempel firandet av hans födelse, hans undervisning, hans upplysning, munksamfunden och lokala traditioner.

## Mahayanska högtider
- Bodhidagen, en dag då Shakyamuni Buddhas upplysning firas. Datumet kan variera mellan olika länder.[1] I Kina kallas dagen för Laba och infaller på den åttonde dagen av den tolfte månaden i en månkalender. Högtiden kallas i Kina även för Laji-festivalen, och högtiden firades redan innan buddhismen kom till Kina. När buddhismen kom till Kina fick den redan existerande högtiden en ny innebörd, men festivalen är inte helt uteslutande buddhistisk utan en del av de traditionella innebörderna i festivalen består. Det är vanligt att en särskild sorts gröt äts under Laba.[2] I Japan kallas dagen för Rōhatsu och infaller på samma dag som i Kina. Inom zenbuddhismen i Japan är det vanligt med en sesshin vid Rohatsu, Rōhatsu sesshin (臘八攝心).[3]

- Buddhas födelsedag, en dag då Shakyamuni Buddhas födelsedag firas. Datumet varierar mellan olika länder i Östasien. I Sydkorea, Kina och större delen av Östasien firas Buddhas födelsedag någon gång i maj. I Japan firas Buddhas födelsedag alltid den 8 april.[4] I Japan kallas högtiden för Hanamatsuri (blomsterfestivalen) och det är vanligt att buddhistiska tempel bygger dekorativa små hus med blomsterdekor, och placerar en liten buddhastaty inuti byggnaden. Besökare häller sedan vatten på buddhastatyn med en särskild sorts te, som en religiös ritual.[5]

- Nirvanadagen/parinirvanadagen, då Shakyamuni Buddhas ingång i parinirvana firas. Det varierar hur dagen firas, men det är vanligt att utövare går till tempel för att meditera, och att det arrangeras möten med mat och gåvor.[6] Dagen är en stillsam dag där fokus ligger på att beakta livets förgänglighet och Buddhas läror. Det är även vanligt med pilgrimsfärder denna dag, uppläsningar från nirvanasutran, och så vidare.[7]

- Nyår.[8] Firas exempelvis i Kina, där det kinesiska nya året inte är en traditionell buddhistisk högtid - men buddhister går ofta till tempel på nyår, och det blir därav något av en buddhistisk högtid.[9]

- Avalokiteshvaras födelsedag, i mars.[8]

### Jodo shinshu
I jodo shinshutemplet Nishi Hongwanji firades 2007 följande högtider:
- Nyår (1 januari)
- Minnesceremoni för Shinran (9–16 januari)
- Seijinshiki - en dag som firar alla som blivit vuxna/över 20 (januari)
- Vårdagjämning (17–23 mars)
- Etablerandet av jodo shinshu (13–15 april)
- Eitaikyo (17-18 april) - en dag då bland annat sutror reciteras till minne av de som dött.
- Shinrans födelsedag (20–21 maj)
- Eitaikyo (26–28 juni)
- Asa no hoza (6–10 augusti) - ceremoniell dag där utövare samlas i templet på morgonen.
- Obon (14-15 augusti) - en festival till ära för ens förfäder
- Minnesdag för de som dött i krig (18 september)
- Höstdagsjämning (20–26 september)
- Minnesdag för Shinran (15–16 oktober)
- Eitaikyo (22–23 november)
- Årlig städning av templet (21 december)
- Nyår (31 december)

### Tibetansk buddhism
I tibetansk buddhism firas buddhas födelsedag, upplysning (bodhi) och parinirvana samtidigt, under en hel månad: Saga Dawa. Under denna månad är det vanligt att försöka samla meriter. Tibetanska buddhister firar även tibetanskt nyår, i februari, och en smörlampsfestival i januari - där mirakel kopplade till Buddhas firas.

## Theravada
I de theravadabuddhistiska länderna (exempelvis Laos, Myanmar, Sri Lanka och Thailand) firas Buddhas födelsedag, upplysning och parinirvana på samma dag: vesak. Theravadabuddhister har även så kallade uposathadagar, då de ägnar särskild tid och energi åt det buddhistiska utövandet. Det kan exempelvis innebära att de följer 8 buddhistiska träningsregler istället för 5. Datumen skiljer sig mellan olika theravadabuddhistiska länder, men dagarna är baserade på fullmånedagar, nymånedagar, och så vidare. Några av dessa uposathadagar är av särskild betydelse:
- Magha Puja (vanligtvis i februari): sangha-dagen. Firar det spontana besöket av 1200 arahanter till Buddha.
- Vesak (vanligtvis i maj) firar Buddhas födelse och upplysning.
- Asalha Puja (vanligtvis i juli): dhamma-dagen. Firar Buddhas första predikan.
- Pavarana Day (vanligtvis i oktober). Firar slutet av regnreträtten, en lång reträtt som theravadabuddhistiska munkar genomför varje år.
- Anapanasati Day (vanligtvis i november). Firar slutet av en förlängd regnreträtt. Dagen sägs ha upprättats efter att Buddha hade varit så nöjd med ett antal munkars framgång under regnreträtten att han förlängde reträtten en hel månad.